# حفافيث
الحفافيث (الاسم العلمي: Ophidia) هي أصنوفة من الزواحف تتبع رتبة الحرشفيات من طائفة العظايا الحرشفية.

## التصنيف
- الحفافيث
  - الثعابين
    - الثعابين الحقيقية
      - الثعابين الحديثة